# 向美材
向美材（1621年12月23日（天啓元年十一月十一日）—1695年5月1日（康煕三十四年三月十九日）），和名越來親方朝誠，童名思加那，號春觀，琉球國第二尚氏王朝政治家、三司官。原姓「魏」，名乘「道定」。後來琉球王府將王族的分支統一改姓為「向」，名乘改為「朝」字輩，他的名乘才被改為「朝誠」。
向美材是向氏湧川殿內八世，為向益國（越來親方朝上）的長子，是尚宣威王的後代。崇禎十六年（1643年），授玉城間切糸數地頭職。順治四年（1647年），轉授越來間切知花地頭職。順治十一年（1654年），繼承家督之位，轉授越來間切總地頭職，並賜知行高五十石。
順治十七年（1660年），向美材以年頭使的身份出使薩摩藩，翌年歸國。康煕六年（1667年），為了建造進貢船，他被任命為惣奉行役。康煕七年（1668年），任高奉行職。
康熙九年（1670年），他以謝恩副使的身份，跟隨正使尚熙（金武王子朝興）一起上江戶，翌年歸國。康熙十四年十月二十七日（1675年12月13日），他被任命為三司官。康熙十五年（1676年），因中城王子尚純在薩摩藩受到優待，他奉命出使薩摩藩謝恩。康熙二十二年九月十三日（1683年11月1日）致仕。康熙三十三年三月二十三日（1694年4月17日），賜紫地浮織冠。康煕三十四年三月十九日（1695年5月1日）卒，壽七十五。
向美材無嗣，其弟向喬材（越來里之子親雲上朝是）將長子向應伯（越來親方朝盛）過繼給他當嗣子。向美材死後，由向應伯繼承家督之位。

## 家族
- 父：向益國（越來親方朝上）
- 母：眞加戸（號桂花。于氏玉城筑登之親雲上由休女）

- 室：思戸（號妙徹。許氏仲村渠親雲上嘉竹女）
  - 養子：向應伯（越來親方朝盛）